# 孝恵賀皇后
孝恵皇后賀氏（こうけいこうごう がし、天成4年（929年） - 顕徳5年（958年））は、宋の太祖趙匡胤の最初の妻。

## 生涯
右千牛衛率府率であった賀景思の長女で、賀令図の叔母にあたる。開運元年（944年）、父の同僚であった趙弘殷によって趙匡胤の妻に迎えられた。趙匡胤との間に魏国公主・魯国公主・趙徳昭の3人の子を儲けた。顕徳3年（956年）に趙匡胤が定国軍節度使に任じられると、賀氏も会稽郡夫人に封じられた。
顕徳5年（958年）に30歳で死去。趙匡胤が宋を建てた後の建隆3年（962年）4月、皇后に追封された。乾徳2年（964年）3月に孝恵皇后と諡され、4月に安陵の西北にある神主享の別廟に葬られた。

## 参考資料
- 林瑞翰『宋代政治史』正中書局、1992年10月1日。ISBN 978-9570900002。